# Bushy Park
Bushy Park er den næststørste af de kongelige parker i London. Parken har et areal på 4,5 km². Parken ligger i London kommunen Richmond upon Thames i det sydvestlige London. Parken ligger nord for Hampton Court Palace, og har flokke af krondyr og dådyr.

## Eksterne links
- Officiel hjemmeside Arkiveret 6. juli 2008 hos  Wayback Machine

51°24′46″N 0°20′17″V / 51.412777777778°N 0.33805555555556°V